# Universidad de ciencia y tecnología Walter Sisulu

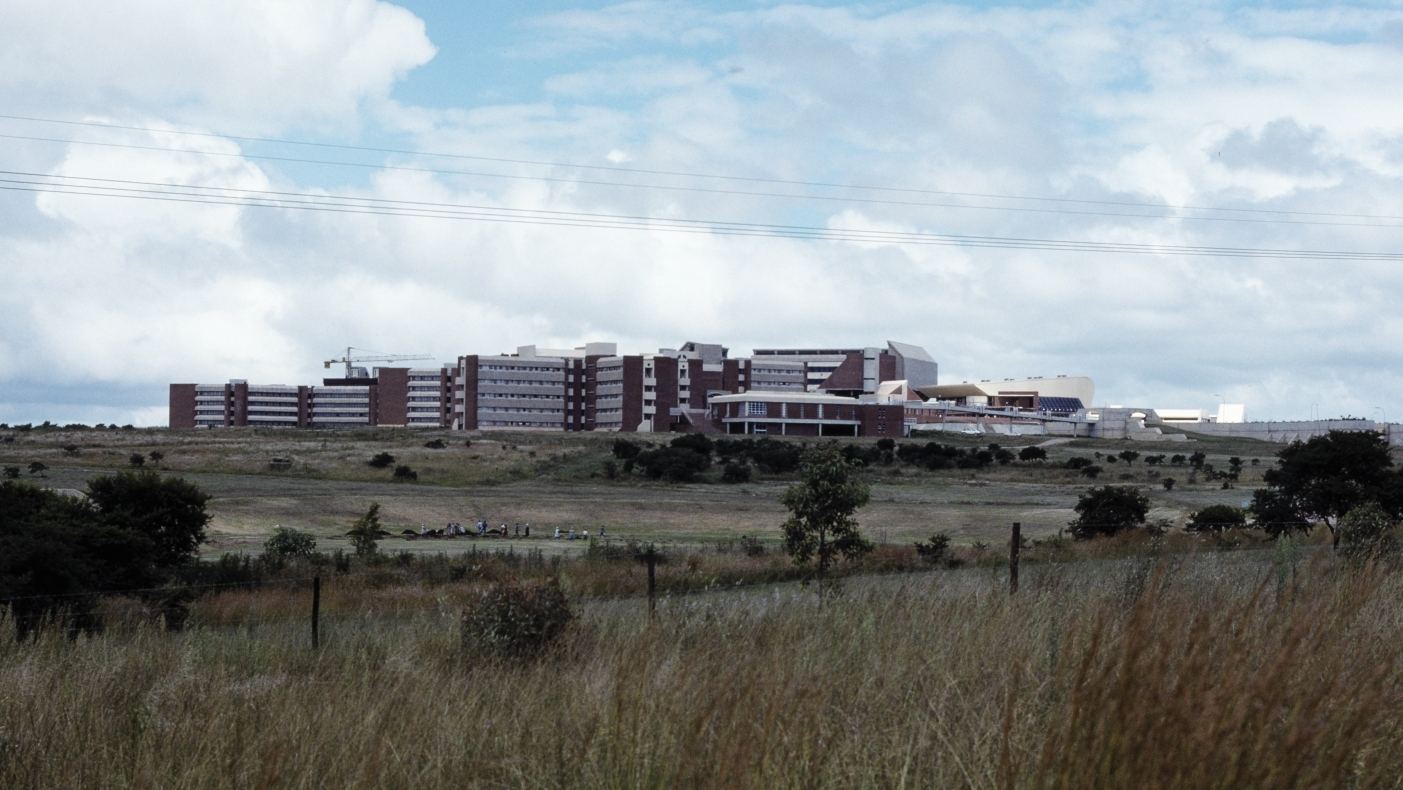
Campus de la Universidad de Transkei en Umtata en 1986. Actualmente, es el Campus Mthatha de la Universidad Walter Sisulu.

La universidad Walter Sisulu de ciencia y tecnología es una universidad en la provincia Oriental del Cabo, Sudáfrica,que nació el 1 de julio de 2005 como consecuencia de una fusión entre, Border Technikon, Eastern Cape Technikon, y la Universidad de Transkei. La universidad recibe su nombre de Walter Sisulu, una importante figura en la lucha contra el apartheid.
La universidad se organiza en las siguientes facultades:
- Facultad de Ciencias, Ingeniería y Tecnología.
- Facultad de Ciencias de la Salud.
- Facultad de Negocios y Derecho.
- Facultad de Humanidades y Ciencias Sociales.
- Facultad de Educación.

En la actualidad ejerce de vicerrector Nicholas Morgan.